# You Deserve More
You Deserve More è un brano musicale del gruppo finlandese alternative rock End of You, estratto come singolo dall'album Mimesis del 2008.

## Tracce
1. You Deserve More – 3:15
2. You Deserve More (A Drug of Choice-Mix) – 5:28

## Formazione
- Jami Pietilä - voce
- Jani Karppanen - chitarra
- Joni Borodavkin - tastiere
- Timo Lehtinen - basso
- Mika Keijonen - batteria